# Sant Miquel de Fluvià
Sant Miquel de Fluvià település Spanyolországban, Girona tartományban. Sant Miquel de Fluvià Palau de Santa Eulàlia, Torroella de Fluvià, Ventalló és Sant Mori községekkel határos. Lakosainak száma 839 fő (2024).

## Népesség
A település népessége az elmúlt években az alábbi módon változott:
| Lakosok száma | 71   | 281  | 271  | 296  | 525  | 654  | 782  | 798  | 764  | 839  |
|               | 1717 | 1887 | 1936 | 1960 | 1986 | 2004 | 2009 | 2014 | 2019 | 2024 |